# NECソフトウェアグループ
NECソフトウェアグループは、かつてNECグループ内に存在した、NECソフト（現・NECソリューションイノベータ）を中核とする企業グループ。略称はNESG。
NECソフトウェアグループというグループ名からは、全社がNECソフトの子会社（すなわちNEC本体の孫会社）との印象を受けるが、実際にはNECソフト沖縄を除く各社はNEC本体の子会社であり、中核のNECソフトとは兄弟会社であった。
グループ消滅時点で以下の8社がこのグループに属した（それ以前に統合された会社については、NECシステムテクノロジーを参照）。
（正式名称、本社所在地、通称（コミュニケーションネーム）の順）
- NECソフト（東京都江東区）
- NECシステムテクノロジー（大阪府大阪市/神奈川県川崎市）
- 北海道日本電気ソフトウェア（北海道札幌市、「NECソフトウェア北海道」）
- 北陸日本電気ソフトウェア（石川県白山市、「NECソフトウェア北陸」）
- NECソフトウェア東北（宮城県仙台市）
- 中部日本電気ソフトウェア（愛知県日進市、「NECソフトウェア中部」）
- 九州日本電気ソフトウェア（福岡県福岡市、「NECソフトウェア九州」）
- NECソフト沖縄（沖縄県那覇市）

グループ中7社（上記のうち、NECソフト沖縄を除く各社）は、2014年4月1日付でNECソリューションイノベータに再編され、NECソフトウェアグループは消滅した。2016年4月1日付でNECソフト沖縄はNECソリューションイノベータに合併され、かつてのグループ会社はすべてNECソリューションイノベータに統合されている。